# Synagoga Zeliga Wajsbega w Łodzi
Synagoga Zeliga Wajsbega w Łodzi – prywatny dom modlitwy znajdujący się w Łodzi, przy ulicy Aleksandryjskiej 14.
Synagoga została zbudowana w 1902 roku z inicjatywy Zeliga Wajsbega. Mogła ona pomieścić 30 osób. Podczas II wojny światowej hitlerowcy zdewastowali synagogę.